# آیلهارد ویدمان
آیلهارد ویدمان (آلمانی: Eilhard Wiedemann؛ زاده ۱۸۵۲ درگذشته ۱۹۲۸) یک فیزیک‌دان اهل آلمان بود. او همچنین به تاریخ علوم و تاریخ ریاضیات به ویژه در خاورمیانه علاقه داشت و پژوهشهایی در این باره انتشار داد. برای نمونه او پژوهشی دربارهٔ ابن هیثم و مسئله نسبتها در نزد بیرونی به چاپ رساند.